# Nevadne glauca
Nevadne glauca is een zeeanemonensoort uit de familie Nevadneidae.
Nevadne glauca is voor het eerst wetenschappelijk beschreven door Annandale in 1915.